# Ion Dolănescu
Ion Dolănescu (25 janvier 1944 à Perșinari, dans le județ de Dâmbovița - 19 mars 2009 à Bucarest) est un chanteur de musique populaire roumaine et un homme politique membre du Parti de la Grande Roumanie.

## Biographie

### Enfance
En 1961, à l'âge de 17 ans, Ion Dolănescu accompagne Maria Tănase dans une tournée de plusieurs semaines dans le județ de Dâmbovița. L'année suivante il se produit à la Maison de la culture de Târgoviște. En 1966, il est diplômé du lycée Ienăchiță Văcărescu de Târgoviște et étudie à l'École populaire d'Art, tout en devenant soliste de l’ensemble musical Ciocârlia. 

### Carrière musicale
Ion Dolănescu a enregistré non moins de 50 albums. Il a énormément collaboré avec Maria Ciobanu, Ionela Prodan, Tiberiu Ceia.

### Carrière politique
Lors des élections législatives de 2000, il est élu député du județ d'Ilfov sur une liste du Parti de la Grande Roumanie dont il est membre.

### Vie privée
D'abord marié à la chanteuse Justina Băluțeanu, il épouse par la suite Maria Ciobanu également chanteuse, dont il a un fils prénommé Ionuț Dolănescu, également chanteur, avec lequel il apparaît sur scène dans ses dernières années. Son second fils, Dragoș Carlos, est né en 1975. 
Ion Dolănescu est mort le 19 mars 2009 d’une affection cardiaque. Avant son enterrement au cimetière Bellu de Bucarest, son corps a été exposé pendant deux jours à l'Athénée roumain.